# Dreamlanders

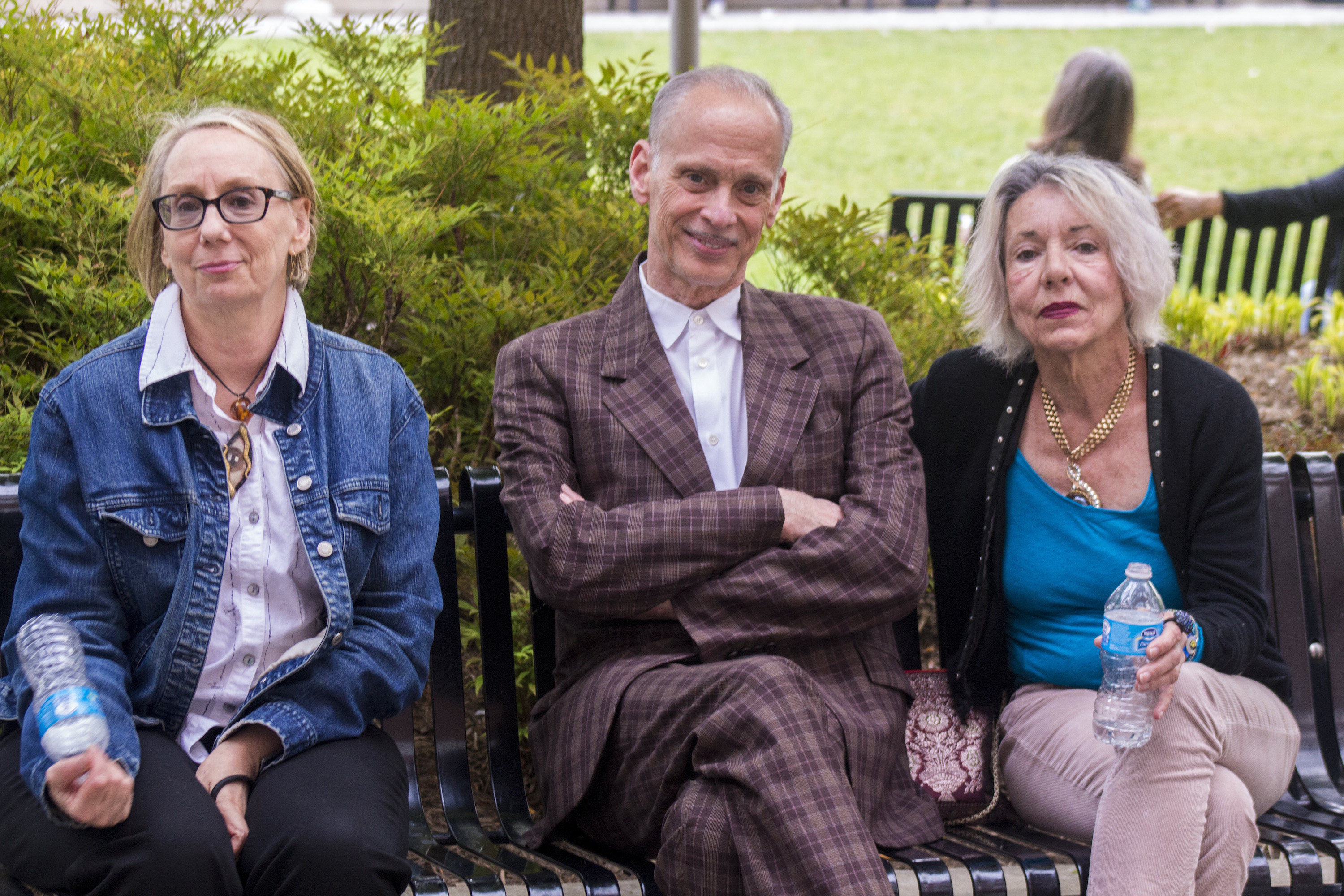
Члены «Dreamlanders»: Минк Стоул, Джон Уотерс и Сьюзан Лоу в 2014 году

«Dreamlanders» — название труппы актёров и членов съёмочной группы, занятых в фильмах американского режиссёра Джона Уотерса. Позднее Уотерс назвал свою продюсерскую компанию Dreamland Productions.

## История
Первыми членами банды «Dreamlanders» были друзья Уотерса из пригорода Балтимора: Боб Скидмор, Марк Изервуд и Мэри Вивиан Пирс. Впоследствии они перебрались в сам Балтимор, там же Уотерс знакомится с Дивайн и Дэвидом Локари. Также в команду влился дизайнер Винсент Перанио, который арендовал помещение пекарни в Феллс Поинт, там же жили и остальные члены «Dreamlanders». Это помещение они называли «Голливудская пекарня». Перриано привлекает в труппу Минк Стоул, Джорджа Фиггса, Боба Адамса, Сьюзан Лоу, Пола Свифта, Криса Мейсона и Питера Копера.
Уотерс старался предложить роль каждому члену труппы в своих фильмах. Единственной актрисой, появившейся во всех фильмах режиссёра была Мэри Вивиан Пирс (ее сцену фильме «Плакса» вырезали при монтаже), также лидером по числу ролей можно считать Минк Стоул, которая не участвовала только в первых короткометражных фильмах Уотерса. 

## Члены труппы
|                  | «Отстойный мир» (1969) | «Множественные маньяки» (1970) | «Розовые фламинго» (1972) | «Женские проблемы» (1974) | «Жизнь в отчаянии» (1977) | «Полиэстер» (1981) | «Лак для волос» (1988) | «Плакса» (1990) | «Мамочка-маньячка-убийца» (1994) | «Фотограф» (1998) | «Безумный Сесил Б.» (2000) | «Грязный стыд» (2004) |
| ---------------- | ---------------------- | ------------------------------ | ------------------------- | ------------------------- | ------------------------- | ------------------ | ---------------------- | --------------- | -------------------------------- | ----------------- | -------------------------- | --------------------- |
| Дивайн           |                        |                                |                           |                           |                           |                    |                        |                 |                                  |                   |                            |                       |
| Дэвид Локари     |                        |                                |                           |                           |                           |                    |                        |                 |                                  |                   |                            |                       |
| Сьюзан Лоу       |                        |                                |                           |                           |                           |                    |                        |                 |                                  |                   |                            |                       |
| Эдит Мэсси       |                        |                                |                           |                           |                           |                    |                        |                 |                                  |                   |                            |                       |
| Куки Мюллер      |                        |                                |                           |                           |                           |                    |                        |                 |                                  |                   |                            |                       |
| Мэри Вивиан Пирс |                        |                                |                           |                           |                           |                    |                        |                 |                                  |                   |                            |                       |
| Ченнинг Уилрой   |                        |                                |                           |                           |                           |                    |                        |                 |                                  |                   |                            |                       |
| Джин Хилл        |                        |                                |                           |                           |                           |                    |                        |                 |                                  |                   |                            |                       |
| Минк Стоул       |                        |                                |                           |                           |                           |                    |                        |                 |                                  |                   |                            |                       |
| Сьюзан Уолш      |                        |                                |                           |                           |                           |                    |                        |                 |                                  |                   |                            |                       |
| Пол Свифт        |                        |                                |                           |                           |                           |                    |                        |                 |                                  |                   |                            |                       |
| Джордж Фиггс     |                        |                                |                           |                           |                           |                    |                        |                 |                                  |                   |                            |                       |
| Элизабет Коффи   |                        |                                |                           |                           |                           |                    |                        |                 |                                  |                   |                            |                       |
| Джордж Стовер    |                        |                                |                           |                           |                           |                    |                        |                 |                                  |                   |                            |                       |
| Пэтти Хёрст      |                        |                                |                           |                           |                           |                    |                        |                 |                                  |                   |                            |                       |
| Пэт Моран        |                        |                                |                           |                           |                           |                    |                        |                 |                                  |                   |                            |                       |
| Эд Перанио       |                        |                                |                           |                           |                           |                    |                        |                 |                                  |                   |                            |                       |
| Винсент Перанио  |                        |                                |                           |                           |                           |                    |                        |                 |                                  |                   |                            |                       |
| Вон Смит         |                        |                                |                           |                           |                           |                    |                        |                 |                                  |                   |                            |                       |
| Стив Йегер       |                        |                                |                           |                           |                           |                    |                        |                 |                                  |                   |                            |                       |
| Рики Лейк        |                        |                                |                           |                           |                           |                    |                        |                 |                                  |                   |                            |                       |

## Фильмография

### Короткометражные фильмы
- 1964 — Ведьма в чёрной кожаной куртке
- 1966 — Римские свечи
- 1968 — Съешь свой макияж
- 1969 — История Дайаны Линклеттер

### Полнометражные фильмы
- 1969 — Отстойный мир
- 1970 — Множественные маньяки
- 1972 — Розовые фламинго
- 1974 — Женские проблемы
- 1977 — Жизнь в отчаянии
- 1981 — Полиэстер
- 1988 — Лак для волос
- 1990 — Плакса
- 1994 — Мамочка-маньячка-убийца
- 1998 — Фотограф
- 2000 — Безумный Сесил Б.
- 2004 — Грязный стыд

### Документальные фильмы
- 1998 — Божественный мусор
- 2013 — Я — Дивайн